# Коробицин, Иван Васильевич
Иван Васильевич Коробицин (1925 — ?) — капитан парохода Верхне-Иртышского речного пароходства Главного управления речного флота при Совете Министров Казахской ССР, город Семипалатинск. Герой Социалистического Труда (14.09.1966).

## Биография
Родился в 1925 году в селе Феофановка Павлодарского уезда Семипалатинской губернии Казахской АССР, ныне - Железинского района Павлодарской области Республики Казахстан. Русский.
Летом 1941 года шестнадцатилетним юношей поступил работать табельщиком Глубоковских судоремонтных мастерских Верхне-Иртышского пароходства в посёлке Глубокое Восточно-Казахстанской области Казахской ССР (ныне - Республика Казахстан). 
С января 1943 года - в Красной армии. Участник Великой Отечественной войны. Был тяжело ранен и в ноябре 1944 года демобилизован. Награждён медалью «За боевые заслуги».
Демобилизовавшись, вернулся в родные края, где снова работал и учился, овладевая различными профессиями речника. С 1955 года - капитан парохода «Джамбул Джабаев» Верхне-Иртышского речного пароходства Главного управления речного флота при Совете Министров Казахской ССР в городе Семипалатинск Семипалатинской области (ныне - город Семей Восточно-Казахстанской области Казахстана). Создал на судне дружный коллектив, который на протяжении многих лет безаварийно и высокопроизводительно работал в Верхне-Иртышском бассейне. 
Так, в 1963 году экипаж парохода «Джамбул Джабаев» выполнил план грузоперевозок на 118,1 процента, в 1964 году - на 112 и в 1965 году - на 110 процентов. За это время передовой коллектив сэкономил 345 тонн топлива. Кроме того, экипаж добился значительной экономии средств по содержанию судна и был удостоен почётного звания экипажа коммунистического труда. В 1965 году экипаж принял участие во всесоюзном смотре судовых красных уголков. Президиумом ВЦСПС красному уголку парохода «Джамбул Джабаев» был присуждён почётный диплом.
Указом Президиума Верховного Совета СССР от 14 сентября 1966 года за досрочное выполнение заданий семилетнего плана по развитию речного транспорта и выдающиеся производственные успехи Коробицину Ивану Васильевичу присвоено звание Героя Социалистического Труда с вручением ордена Ленина и золотой медали «Серп и Молот».
В дальнейшем продолжал трудиться капитаном парохода «Джамбул Джабаев».
В 1985 году награждён орденом Отечественной войны 1-й степени. Дальнейшие сведения отсутствуют.

## Награды
- Золотая медаль «Серп и Молот» (14.09.1966);
- орден Ленина (14.09.1966)
- Орден Отечественной войны I степени (6.05.1985)[2]
- Медаль «За боевые заслуги»
- Медаль «За трудовое отличие»
- Медаль «В ознаменование 100-летия со дня рождения Владимира Ильича Ленина» (6 апреля 1970)
- и другими

## Память
- Его имя увековечено в Главном Храме Вооружённых сил России, и навсегда запечатлено на мемориале «Дорога памяти»